# 库尔延拉赫卡国家公园
库尔延拉赫卡国家公园（芬蘭語：Kurjenrahkan kansallispuisto）是芬蘭的一個國家公園，位於西南芬蘭區。国家公园成立於1998年，面積29平方（11平方英里）。國家公園內主要有沼澤和原始森林景觀。